# 楊殿邦
楊殿邦（1777年—1859年），字翰屏，号叠云，安徽泗州人，清朝政治人物，進士出身。

## 生平
杨殿邦早年曾任蕪湖縣學教諭，嘉庆十九年（1814年）中進士，選庶吉士，散館授編修。先后任山西道监察御史、給事中、贵州按察使、贵州布政使、貴州巡撫（署）、山西布政使、内阁学士、礼部侍郎、倉場侍郎等職，道光二十六年（1846年）任漕运总督，在沿海抗击入侵有功，咸丰年间在扬州一带阻击太平军，咸丰九年（1859年）卒于军中，恤赠太仆寺卿。其人天资聪慧，善书画，工诗词古文，精武术骑射。著有《菜香小圃诗集》、《心太平居文集》等。